# 하카타

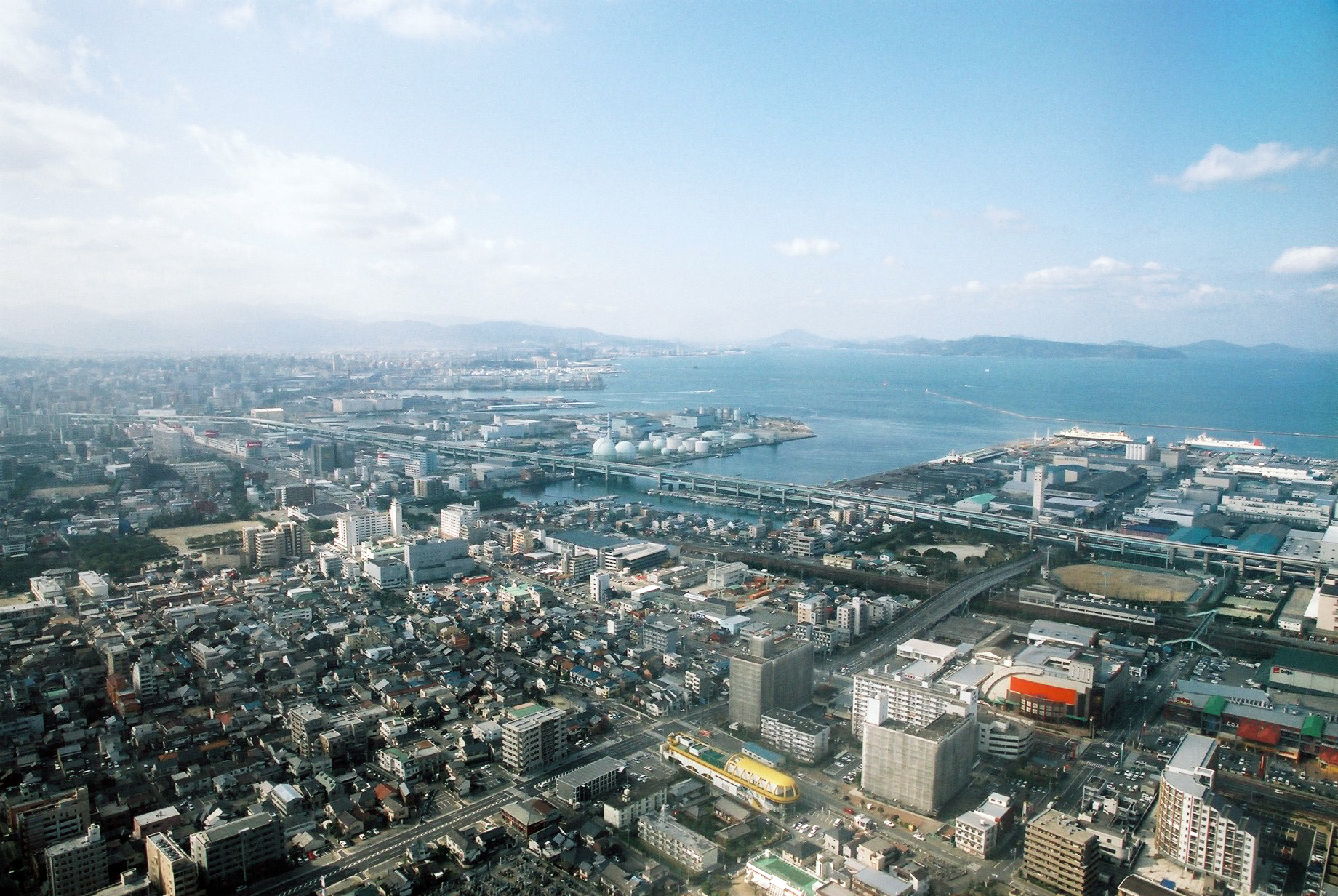

하카타(일본어: 博多 하카타[*])는 규슈 북부 지쿠젠국, 현재 후쿠오카현 후쿠오카의 지역이다. 중세에 무역 도시로서 번창했으며, 에도 시대에 조카마치 하카타를 구축하였고, 메이지 시대에는 하카타, 후쿠오카와 함께, 후쿠오카시로 지정되어 현재에 이르고 있다. 하카타의 지명은 하카타구로 남아 있다.
과거 한국에서는 하카타를 음차하여 패가대(覇家臺)라 일컫기도 하였다.